# Lux (firma)

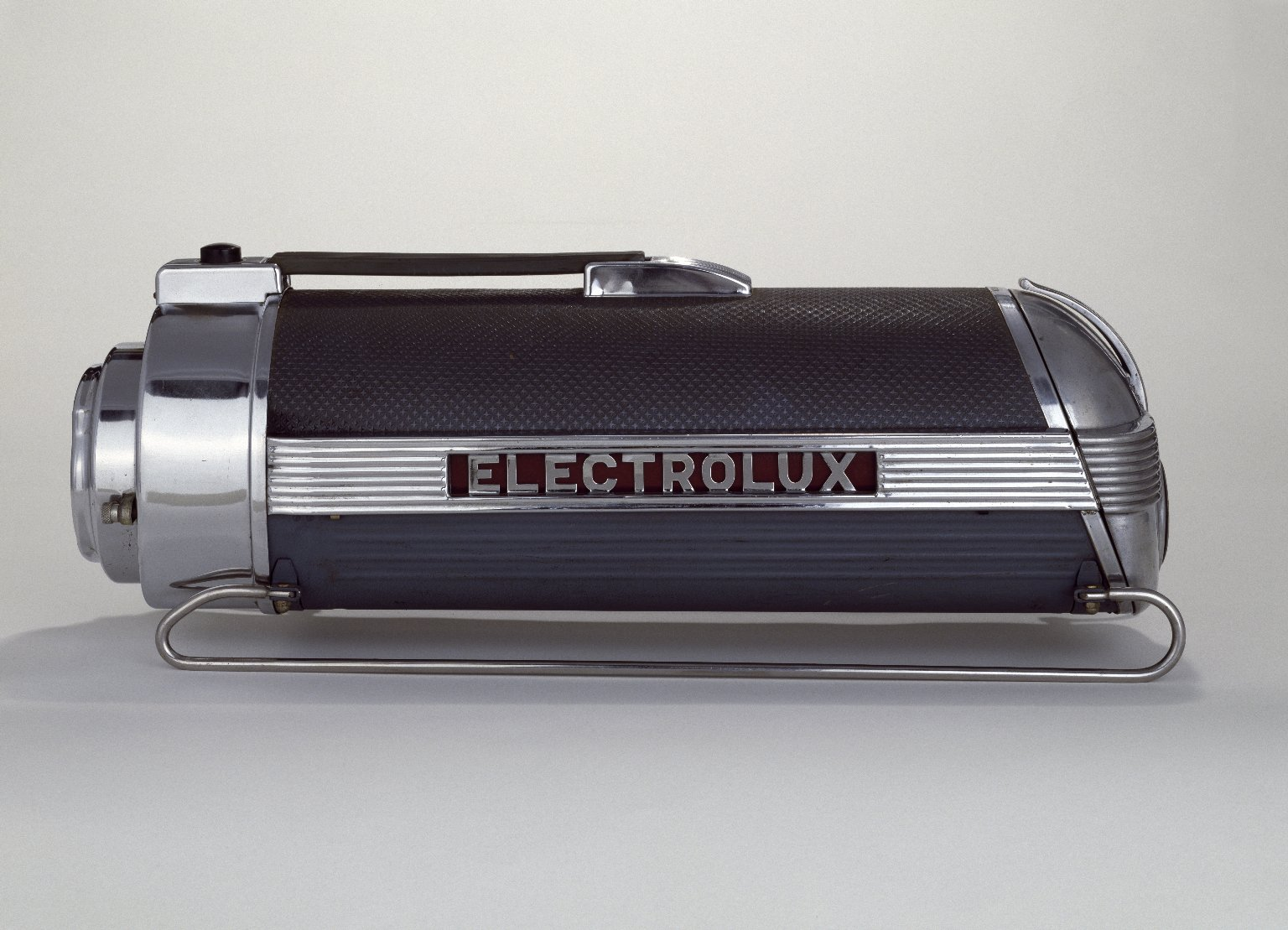
Vysavač „Lux“, cca 1937

Lux International AG je švýcarská společnost věnující se přímému prodeji domácích spotřebičů. Navazuje na původem švédskou společnost AB Lux založenou v roce 1901.
Společnost AB Lux vyráběla tlakové petrolejové lampy, v roce 1919 došlo ke sloučení společností Lux a Elektromekaniska a vzniká společnost Elektro-Lux, později Electrolux.
Společnost Electrolux se zabývala výrobou a prodejem vysavačů. Díky jejímu názvu se apelativizací začalo používat slovo „lux“, „luxovat“ pro jakýkoli vysavač.
V roce 1921 byly otevřeny první pobočky v Československu, kde působily až do roku 1948, kdy byly znárodněny. Věhlasným obchodníkem Luxu byl v těchto letech pan Leo Popper, otec spisovatele Oty Pavla, který jeho prodejní kousky zachytil v knize Smrt krásných srnců. Na motivy této knihy byl později natočen stejnojmenný film, kde Leo Poppera ztvárnil Karel Heřmánek.
V průběhu let převzala firma Electrolux mnoho jiných výrobců a je dnes dodavatelem plného sortimentu elektrických zařízení pro domácnosti, kuchyně a velkokuchyně, často ještě pod původním názvem převzatých firem.
V roce 1998 se společnost rozhodla stáhnout z přímého prodeje a tuto oblast prodat společnosti Lux International AG se sídlem ve švýcarském Baaru. Tato akciová společnost funguje jako holding, přičemž drží podíly v některých pobočkách v jednotlivých zemí.